# Confessioni pericolose
(Tony Soprano/James Gandolfini)
Confessioni pericolose (Long Term Parking) è il 64º episodio della serie televisiva statunitense I Soprano dell'emittente HBO: trasmesso il 23 maggio 2004, è il 12º e penultimo episodio della stagione 5 della serie.
L'episodio ha vinto 3 Emmy Awards (allo sceneggiatore Terence Winter e agli interpreti Drea de Matteo e Michael Imperioli) nel 2004, su 4 nomination (la quarta nomination è stata la regia di Tim Van Patten): è stato inoltre nominato all'ASC award - American Society of Cinematographers 2005 per la fotografia (Alik Sakharov) e all'Eddie - American Cinema Editors 2005 per il montaggio (William B. Stich).
Su richiesta degli attori Steven Van Zandt e Drea De Matteo, lo sceneggiatore e creatore della serie David Chase tagliò almeno una scena in fase di montaggio, per aumentare la suspense finale e creare un maggiore "effetto sorpresa". Le scene vennero riutilizzate successivamente nell'episodio 74 della stagione 6 in una scena in flashback.
L'Empire Magazine lo ha definito come il migliore episodio dell'intera serie: secondo il Time è nella top ten della serie.

## Trama

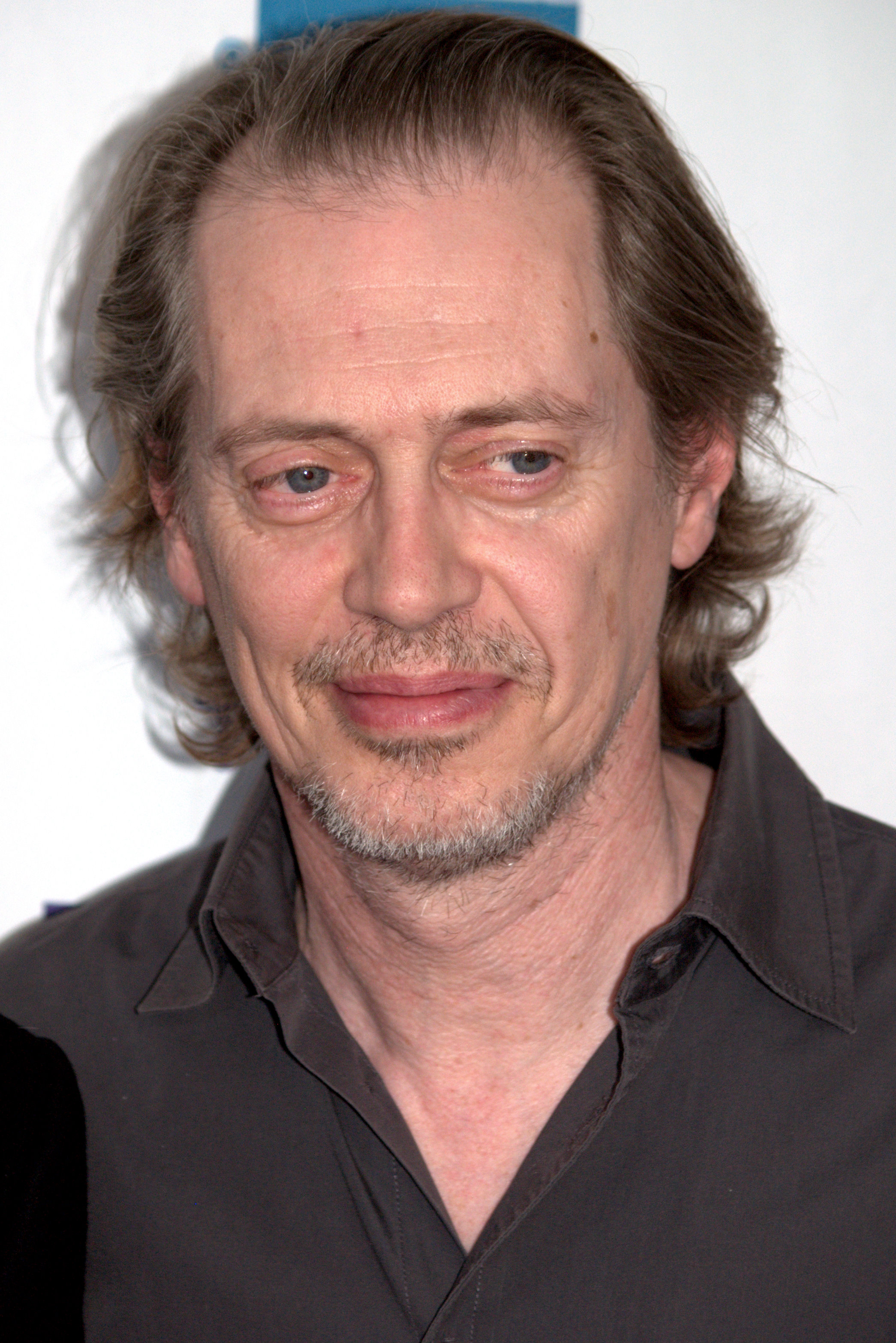
Steve Buscemi

Spiata a sua insaputa dalle telecamere dell'FBI, Adriana esce a notte fonda dal Crazy Horse, getta un sacchetto in un cassonetto, poi ci ripensa e torna a riprenderlo. Insospettiti dal comportamento, l'agente Sanseverino e il suo staff iniziano ad indagare: nel frattempo Adriana continua a soffrire di colite ulcerosa, causata in buona parte dalla tensione a cui è quotidianamente sottoposta. Tony continua il suo riavvicinamento verso Carmela, che, trovatasi impossibilitata a staccarsi dal marito (anche legalmente, vista la sua strenua opposizione ad iniziare una qualsiasi pratica per il divorzio) decide di accettare le avance di Tony che tenta una faticosa riconciliazione. Phil Leotardo, rivede l'omicidio del fratello Billy, freddato all'uscita da un ristorante da Tony Blundetto, sotto gli occhi dello stesso Phil.
A New York, intanto, vi sono importanti sviluppi nella corsa alla scalata al potere della famiglia Lupertazzi: Little Carmine per codardia si tira indietro, spianando la strada a Johnny Sack. Tony deve risolvere quindi la faccenda del cugino Tony B., che si è dato alla macchia dopo l'uccisione di Billy. La famiglia newyorchese vuole la sua testa e Tony, che ancora si sente in colpa per gli avvenimenti che avevano portato in carcere il cugino, tergiversa cercando inutilmente un accordo. Ad una cena al Vesuvio, Carmela detta le condizioni del ritorno del marito a casa: nessun'altra infedeltà, rispetto coniugale e, soprattutto, un progetto futuro su un appezzamento di terreno da 600.000 dollari che Tony "deve" comprarle perché lei possa costruirci una casa. Messo alle strette dalla moglie, il boss accetta l'"accordo" riparatore.
Al ristorante arrivano anche Chris e Adriana: Tony chiama in disparte il nipote e lo striglia pesantemente, per aver gestito in malo modo un traffico di sigarette, togliendogli anche metà della quota nell'affare. Questo manda in bestia Chris che, una volta a casa, davanti ad Adriana inveisce contro il proprio capo, minacciando perfino di farlo fuori. Adriana, sempre più disperata, attende che le cose si calmino.
Ma non è così: un gruppo di scout trova casualmente su una spiaggia di Long Branch il cadavere di un uomo. Le indagini della polizia portano al Crazy Horse e i federali giungono ben presto ad Adriana, che lo gestisce.
Dopo essersi recato in ospedale e aver dato il benservito a Valentina, la sua ultima amante, ricoverata dopo le ustioni rimediate nella propria cucina, mentre gli preparava delle uova (ep. 63), Tony torna a casa. La famiglia Soprano, senza Meadow, si riunisce a tavola e festeggia il suo ritorno.
Prelevata dall'FBI, Adriana è torchiata per ore: è costretta così a raccontare quello di cui è stata involontaria testimone. Al Crazy Horse, un tale Gilbert era stato ucciso a pugnalate per un affare di droga, da Matush (spacciatore mediorientale frequentatore del locale e amico di Adriana) e un altro socio. I due avevano chiesto ad Adriana di aiutarli mentre si sbarazzavano del corpo e la ragazza, ingenuamente, aveva taciuto della cosa a Christopher. 
Una volta chiuso il locale, aveva tentato quindi di sbarazzarsi di uno straccio sporco di sangue in un cassonetto, per poi ripensarci. L'FBI la mette così alle strette, minacciando di farle scontare 25 anni di carcere per favoreggiamento in omicidio: in cambio, il capitano Cubitoso vuole la sua collaborazione totale per incastrare i Soprano, e le registrazioni delle conversazioni.
Giunta a casa, racconta tutto a Christopher, proponendogli di tradire Tony e fuggire insieme, rifacendosi una vita come collaboratori di giustizia. Chris, in preda alla collera, si scaglia su Adriana per strangolarla: solo all'ultimo istante si ritrae, confuso e disperato. Tony B. chiama Tony Soprano: il boss gli dice chiaro e tondo che non può più rimediare alla situazione e gli confida il vero motivo per cui non aveva partecipato, anni prima, alla rapina che aveva portato in carcere il cugino. Lo fa per liberarsi dal senso di colpa che lo attanaglia: terminata la telefonata infatti, chiama subito un amico di Silvio per rintracciare da dove è partita la telefonata.

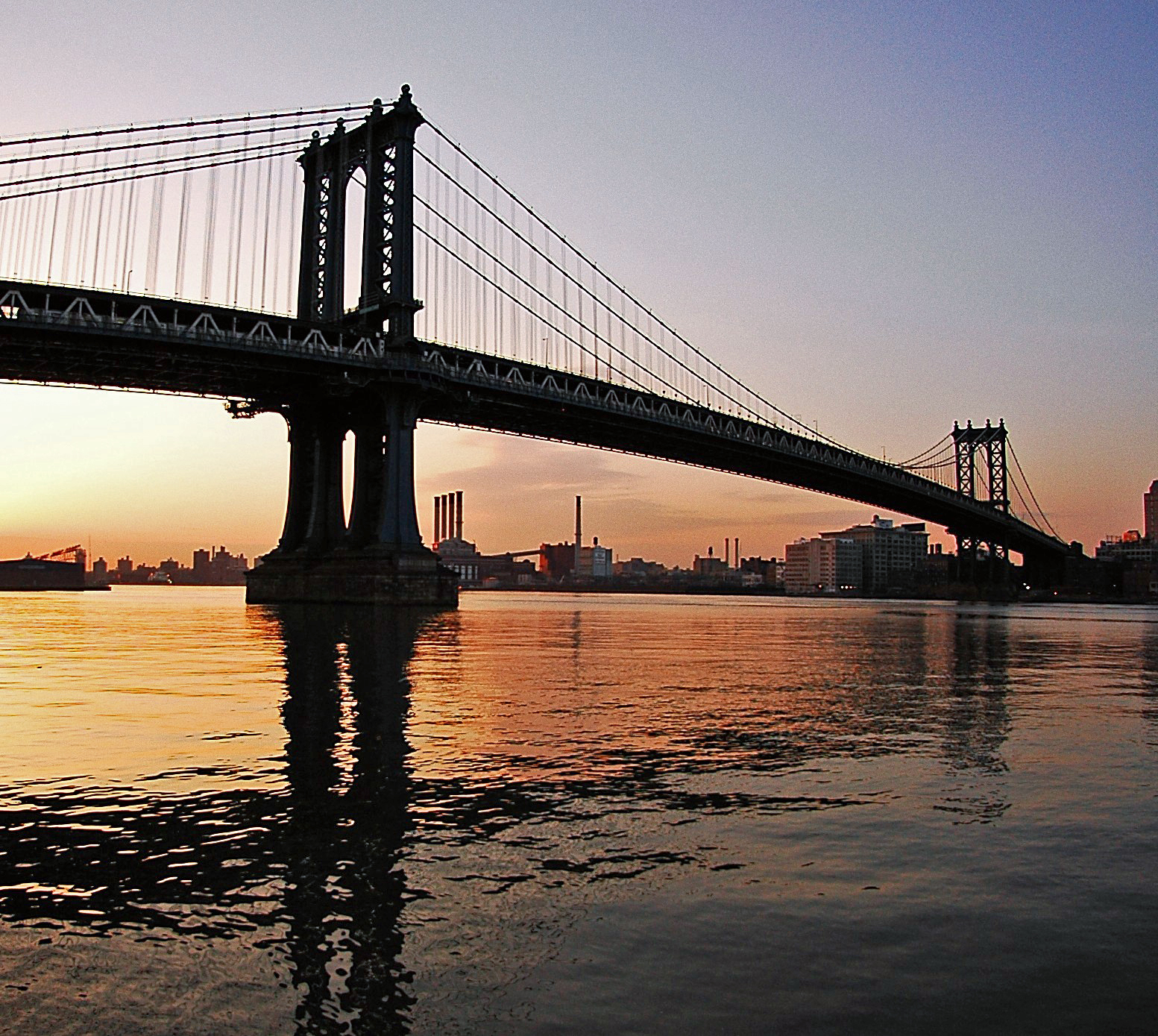
Veduta del Manhattan Bridge, presso il quale avviene l'incontro tra i boss Tony Soprano e Johnny Sack

Adriana riesce a convincere Chris: al mattino, dopo una notte insonne, il ragazzo esce per "schiarirsi le idee" e Adriana ne approfitta per chiamare l'agente Sanseverino, comunicarle che è riuscita a convincere il fidanzato e preparare la valigia.
Adriana è a casa che aspetta il suo ritorno quando riceve la chiamata di Tony: il boss le dice che Chris ha avuto un incidente e che è in un ospedale, fuori pericolo, e che Silvio l'avrebbe accompagnata. Adriana si avvia fuori dal New Jersey, dove lascia l'auto e la valigia e sale su quella di Silvio: il consigliere la tranquillizza e la porta in un luogo fuori mano, in un bosco di aceri, senza che Adriana sospetti di nulla. Una volta fermata l'auto, la ragazza capisce di essere condannata a morte. Cerca di fuggire piangendo e Silvio la uccide con due colpi di pistola.
Christopher prende l'auto di Adriana, la porta al "parcheggio a lungo termine" (Long Term Parking) dell'Aeroporto di Newark-Liberty e getta la valigia in una discarica. Tony nel frattempo a Brooklyn, presso il Ponte di Manhattan, per congratularsi col nuovo boss della città, Johnny Sack, che reclama di nuovo la testa di Tony B.: ma i modi supponenti di Johnny irritano Tony, che dichiara che i Lupertazzi non avranno mai la loro vendetta, che spetta invece ai Soprano. Giunto al Bada Bing, Tony vi trova Chris, disperato e drogato: alla vista del nipote in quello stato, Tony va su tutte le furie e lo picchia selvaggiamente.
Il giorno seguente, il boss accompagna Carmela a veder il terreno su cui edificare la nuova abitazione.

## L'appendice nell'episodio 74
Come accennato, una scena girata contestualmente a questo episodio è stata inserita in un flashback dell'episodio Una cicogna in arrivo, 74° della serie e trasmesso due anni più tardi, nel 2006, durante la prima parte della stagione 6.

Tony e Christopher si fermano a cenare in un ristorante, dopo aver portato via del vino pregiato a due ladri, che a loro volta lo stavano rubando da un deposito: ubriachi, il boss e il nipote, finita la cena, se ne stanno all'aria aperta. Christopher rivendica la sua fedeltà verso il boss, ricordando il giorno della morte di Adriana. Uscito di casa, si era recato a casa Soprano dove Tony era da poco ritornato e, disperato, aveva raccontato tra le lacrime di aver saputo del tradimento della sua ragazza. Tony aveva reagito rabbiosamente, cercando di capire quanto sapevano i federali (in particolare temeva che avessero saputo dell'affare di Ralph Cifaretto) e da quanto continuava il passaggio d'informazioni: Chris non aveva saputo rispondere con precisione e, singhiozzando, aveva supplicato Tony di non essere lui stesso a dover uccidere Adriana, perché non ci sarebbe mai riuscito.
Tony lo abbraccia e dice che se ne sarebbero occupati gli altri della banda.
Nello stesso episodio, durante la festa del patrono sant'Elzearo (nella versione italiana tradotto con Sant'Elisario) del 27 settembre, Carmela trova Liz La Cerva, madre di Adriana, che le dice di non aver più avuto notizie della figlia da ben due anni e di essere convinta che Chris l'abbia uccisa: inoltre, le dice che i federali sono stati a casa sua cercando delle tracce sul possibile omicidio della ragazza. Da allora la donna è in uno stato di profonda depressione. Carmela ricorda a Liz che i due si erano semplicemente lasciati (la versione ufficiale che la banda Soprano ha fatto circolare), ma rimane con un forte dubbio, ricordando il carattere di Chris e il suo passato di tossicodipendente. Carmela non sarà mai del tutto convinta della versione, sospettando che davvero Adriana sia stata uccisa.

## Premi e nomination

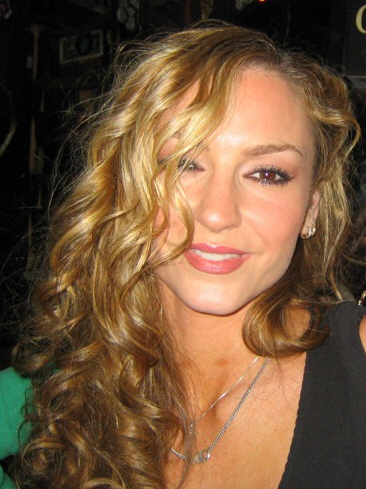
Drea de Matteo

- Premi Emmy 2004 come Migliore attore non protagonista in una serie drammatica a Michael Imperioli
- Premi Emmy 2004 come Migliore attrice non protagonista in una serie drammatica a Drea de Matteo
- Premi Emmy 2004 come Migliore sceneggiatura per una serie drammatica allo sceneggiatore Terence Winter
- Nomination agli Emmy 2004 come Miglior regia a Timothy Van Patten
- Nomination all'Eddie 2005 (American Cinema Editors) per il Miglior Montaggio a William B. Stich
- Nomination al DGA Award 2005 (Directors Guild of America) per Miglior Regia a Timothy Van Patten
- Nomination al WGA Award 2005 (Writers Guild of America) per Miglior Sceneggiatura di serie drammatica a Terence Winter
- Nomination all'ASC Award 2005 (American Society of Cinematographers) per Miglior Fotografia ad Alik Sakharov

## Struttura narrativa

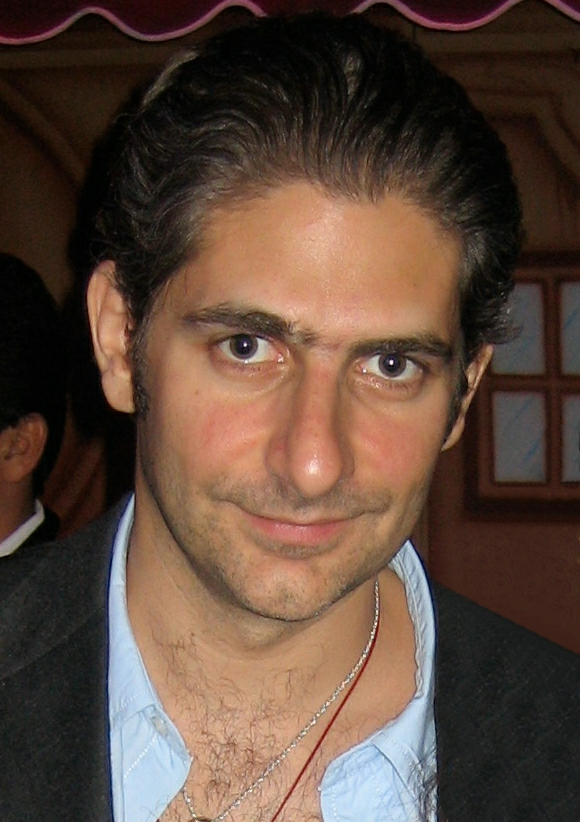
Michael Imperioli

Dal punto di vista narrativo, gli avvenimenti che si sviluppano in questo penultimo episodio della quinta stagione segnano l'inizio della fine: in sostanza vengono poste le basi dell'aspetto definitivo dei personaggi e dei loro rapporti interpersonali su cui si baserà l'intera ultima stagione.
- L'omicidio del fratello Bill scatena infatti l'ira irrefrenabile di Phil Leotardo, che non avrà pace finché non tenterà di vendicarsi decapitando i vertici dei DiMeo;
- Chris, un tempo designato come futuro boss della famiglia, e Tony, che ha perso verso il nipote ogni fiducia e stima, iniziano la lunga fase di "separazione" che culminerà nei fatti narrati nell'episodio 83, Veglie funebri;
- esce di scena uno dei personaggi principali e si decreta la sentenza di morte verso un altro membro della famiglia, Tony B.;
- viene decretato il nuovo capo dei Lupertazzi, Johnny Sack;
- al tempo stesso Little Carmine, rinunciando alla lotta intestina alla famiglia, inizia a defilarsi e a ritagliarsi il ruolo marginale che conserverà fino all'ultima puntata;
- Carmela e il marito si riavvicineranno e il loro rapporto, pur rimanendo teso, non avrà più i momenti drammatici delle stagioni precedenti.

## Particolarità dell'episodio

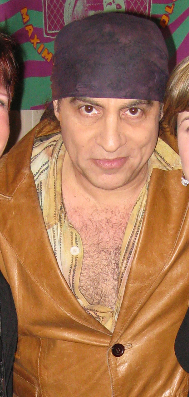
Steven Van Zandt

- Molti fan ritenevano che Adriana non fosse davvero morta, per il fatto che non viene mostrato il momento della sua uccisione (si sentono solo gli spari), ma anche per il fatto che la de Matteo risultava ancora sotto contratto per altri episodi con l'HBO per la stagione successiva[10]; l'attrice ha così dovuto confermare la morte del suo personaggio[11]. Le due apparizioni nella stagione successiva sono nei sogni di Carmela;
- Tre degli interpreti principali, inseriti nei crediti di tutte e sei stagioni, non appaiono mai nell'episodio: si tratta di Dominic Chianese (zio Junior), Jamie-Lynn Sigler (Meadow Soprano) e Lorraine Bracco (Jennifer Melfi);
- Il cantante italoamericano Frankie Valli interpreta il capitano Rusty Millio; l'attore Vinny Vella, che in Casinò (1995) di Martin Scorsese aveva interpretato il ruolo di Artie Piscano, qui appare nel ruolo secondario di un altro mafioso, Jimmy Petrille, affiliato dei Lupertazzi;
- Oltre alla scena in flashback (mai mostrata sullo schermo in precedenza), in cui Phil Leotardo rivede l'omicidio del fratello Billy (avvenuta cronologicamente nell'episodio precedente), vi è un altro flashback in una breve serie di fotogrammi, quando Tony, seduto davanti alla piscina di casa, ricorda gli anni della sua gioventù a casa dello zio Pat assieme a Tony B.

## Musica
Come sempre accade nella musica della serie, alcuni temi musicali fanno da sottofondo ai momenti cruciali all'episodio:
- "Wrapped in My Memory" dall'album Shield of Thorns di Shawn Smith.
- "Leaving California", ancora di Shawn Smith, mentre Adriana e Silvio sono in auto;
- "Barracuda" degli Heart, quando Silvio ferma l'auto prima dell'omicidio.